# Jazzradion
Jazzradion är ett radioprogram i Sveriges Radio P2 som hade premiär i januari 2013. Programmet är tre timmar långt och spelar alltifrån tidlös och klassisk jazz till nysläppt sådan. Det speglar också sin samtid genom intervjuer, reportage och krönikor. Programledare är Märet Öman och producent Berit Nygren.  
Jazzradion sänds söndagar mellan kl. 17:00 och 20:00.
Varje år nominerar Sveriges Radio P2:s jazzredaktion vilka inom svensk live jazz som jury och publik får rösta om inför utdelningen av utmärkelsen Jazzkatten.